# Əhməd Ələsgərov
Əhməd Lətif oğlu Ələsgərov (ur. 5 października 1935 w Baku, zm. 19 maja 2015) – azerski piłkarz, grający na pozycji obrońcy, a wcześniej pomocnika, trener piłkarski.

## Kariera piłkarska

### Kariera klubowa
W 1963 rozpoczął karierę piłkarską w wojskowym klubie DO Tbilisi, w którym służył. Po zwolnieniu z wojska w 1966 został piłkarzem Neftyanık Baku, w którym występował do zakończenia kariery w 1965 roku.

## Kariera trenerska
Po zakończeniu kariery zawodniczej rozpoczął pracę trenerską. Od 1966 trenował kluby Neftçi PFK, Pamir Duszanbe, Czornomoreć Odessa, Krywbas Krzywy Róg, Araz Nachiczewan, Nistru Kiszyniów, Kəpəz Gəncə, Anży Machaczkała, Sheriff Tyraspol i FK Baku. Oprócz tego pracował jako trener konsultant w Portowyku Iljiczewsk. W latach 1992–1993 i 1998–1999 prowadził reprezentację Azerbejdżanu. Później mieszkał w Odessie, gdzie kierował komitetem trenerów w Odeskim Wydziale Związku Piłki Nożnej. W tymże mieście 19 maja 2015 zmarł.

## Sukcesy i odznaczenia

### Sukcesy trenerskie
- brązowy medalista Mistrzostw ZSRR: 1966, 1974
- mistrz Azerbejdżanu: 2006
- brązowy medalista Mistrzostw Azerbejdżanu: 2000

### Odznaczenia
- tytuł Mistrza Sportu ZSRR: 1963
- tytuł Zasłużonego Trenera Ukraińskiej SRR: 1973
- tytuł Zasłużonego Trenera Tadżyckiej SRR
- tytuł Zasłużonego Trenera Azerbejdżanu